# أنتوني روبي
أنتوني روبي (بالإنجليزية: Anthony Ruby)‏ هو رسام أيرلندي، ولد في 1977.